# Ehrenfestparadox
De Ehrenfestparadox doet zich voor als men een ronddraaiende cirkel beschrijft met speciale relativiteit.
In zijn oorspronkelijke formulering, zoals door Paul Ehrenfest in 1909 in het Physikalische Zeitschrift voorgesteld, beschrijft hij een ideaal starre cilinder die om zijn symmetrieas draait. De straal {\displaystyle r} staat altijd loodrecht op zijn bewegingsrichting en zou in het bewegende stelsel daarom gelijk moeten zijn aan zijn stilstaande waarde {\displaystyle r_{0}}. Maar de omtrek die parallel aan de bewegingsrichting staat en in het mee bewegende stelsel {\displaystyle 2\pi r} is zou door de lengtecontractie een kleinere waarde moeten hebben dan in het stilstaande stelsel. Dit leidt tot de tegenspraak dat {\displaystyle r=r_{0}} en {\displaystyle 2\pi r<2\pi r_{0}}.
Later hebben veel andere natuurkundigen zich over dit probleem gebogen. Vele oplossingen zijn gevonden en worden vandaag de dag nog bediscussieerd. 

## Wiskundige beschrijving
Een cirkel met straal {\displaystyle r} draait met een hoeksnelheid {\displaystyle \omega }.
Wiskundig gezien zou de omtrek dan gelijk zijn aan 
{\displaystyle O=2\pi r}
Relativistisch gezien is de omtrek gelijk aan 
{\displaystyle O={\frac {2\pi r}{\gamma }}} waar {\displaystyle \gamma ={\frac {1}{\sqrt {1-{\frac {\omega ^{2}r^{2}}{c^{2}}}}}}}
Hier is {\displaystyle c} de lichtsnelheid, omdat de omtrek in de bewegingsrichting staat.
Merk op dat {\displaystyle \gamma >1} wanneer {\displaystyle \omega >0}. Dit zou betekenen dat de (relativistische) verhouding tussen omtrek en diameter 
{\displaystyle {\frac {2\pi r}{2\gamma r}}={\frac {\pi }{\gamma }}<\pi } voor {\displaystyle \omega >0} is.
Normaliter (wiskundig) hebben alle cirkels de eigenschap dat de verhouding tussen omtrek en diameter 
{\displaystyle {\frac {2\pi r}{2r}}=\pi } is.
Dit is een paradox, een starre cirkel, die ronddraait voldoet niet meer aan de geometrie van de wiskundige cirkel.